# 장로회신학대학교
장로회신학대학교(長老會神學大學校, Presbyterian University and Theological Seminary)는 서울특별시 광진구에 위치한 대한예수교장로회(통합)의 신학교이다. 국문 약칭으로, 장신대, 영문 약칭으로 PUTS를 사용한다. 온건 보수주의 성향의 개혁주의 신학교이며 학부 과정과 대학원 과정이 있다.
1901년 미국 북장로교 선교사인 새뮤얼 오스틴 모펫(Samuel Austin Moffett, 마포삼열)목사가 평양에서 선교할 때 세운 조선예수교장로회신학교를 모체로 한다.

## 역사
- 1901년 조선예수교장로회신학교 설립 (창립자 : 새뮤얼 오스틴 모펫)
- 1938년 자진 폐교
- 1961년 문교부로부터 대한예수교장로회신학대학으로 대학 인가
- 1966년 대학원 설립하였다. 1973년 장로회신학대학으로 개명
- 1980년에는 신학대학원(M.Div.) 설립인가
- 1993년부터는 장로회신학대학교로 명칭 변경
- 1993년에는 교육부로부터 세계선교대학원 인가
- 1995년 10월에는 교육부로부터 교역대학원과, 교육대학원 인가
- 1996년 11월에는 교회음악대학원 인가
- 2001년 7월에는 '교역대학원'을 목회전문대학원(목회신학석사과정, 목회학박사과정)과정 인가
- 한국 9대 칼빈주의자 및 개혁주의 기독교인들(9위) 선정 등재, FamousFix Lists[2]

## 교육편제

### 학부
다음은 2019년 기준, 장로회신학대학교의 학사 과정 일람이다.
- 신학과
- 기독교교육과
- 교회음악학과

### 대학원
장로회신학대학교는 6개의 대학원을 설립하여 석·박사 과정을 제공 중에 있다.
- 일반대학원
- 전문대학원
  - 목회전문대학원
- 특수대학원
  - 교육대학원
  - 교회음악대학원
  - 기독교와사회대학원
  - 신학대학원

## 교육 방침상의 특징
장로회신학대학교는 칼뱅주의와 바르트주의를 함께 받아들이는 통전적 신학의 특징을 갖고 있다. 학교의 소속 교단인 대한예수교장로회(통합) 측에서는 이를 성서적 복음주의 신학이라고 부르며, 대한예수교장로회 신앙고백(1986)을 따르고 있다.
대한예수교장로회(합동)측과의 분립 당시, 정통 칼뱅주의의 모습을 더 많이 갖고 있었으나 춘계 이종성과 한경직의 영향으로 바르트주의의 모습을 더 많이 갖추게 되었으며 개혁교회의 전통을 계승하면서 연합을 추구하는 20세기 개혁주의의 모습을 볼 수 있고 합동 측의 총신대학교와는 다른 길을 걷고 있다. 장로회신학대학교는 미국교회사와 비교해볼 때, 프린스턴 신학교와 맥코믹 신학대학원의 신학적 노선과 같은 맥락을 형성하고 있음을 알 수 있으며, 학교 설립자인 사무엘 모펫 목사의 모교인 맥코믹 신학교와는 공동박사학위 과정을 개설한 바 있다.

## 캠퍼스 풍경
장로회신학대학교는 서울특별시 소재 사립 대학으로, 광진구 광장동에 위치하고 있다. 부지 면적은 약 6만 3천m²로, 서울장신대학교, 대구예술대학교 등과 비슷하다. 주요 사항으로, 캠퍼스 남부로 운동장과 에배당 등이 위치하며, 남서측으로 학교 박물관인 장신역사박물관이 위치하고 있다.

## 같이 보기
- 서울장신대학교
- 광진구
- 신학교